# Emma Nutt
Emma Nutt (juillet 1860 - 1915) est devenue la première femme téléphoniste au monde le 1er septembre 1878 lorsqu'elle a commencé à travailler pour la compagnie de téléphone d'Edwin Holmes, la Boston Telephone Dispatch Company aux États-Unis. 

## Vie et carrière
En janvier 1878, la Boston Telephone Dispatch Company n'embauchait que des hommes comme opérateurs téléphoniques, notamment George Willard Croy et le mari d'Emma Nutt,. Jugeant l'attitude des opérateurs inacceptables pour un contact téléphonique en direct (manque de patience, farces et injures), l'entreprise a décidé de commencer à embaucher des femmes opératrices téléphoniques. Ainsi, le 1er septembre 1878, Nutt a été embauchée, commençant une carrière qui a duré une trentaine d'années et s'est terminée au début des années 1910,.  
Quelques heures après l'embauche de Emma Nutt, sa sœur Stella est devenue la deuxième femme opératrice téléphonique au monde, faisant ainsi d'elles les deux premiers sœurs opératrices téléphoniques de l'histoire. Contrairement à sa sœur, Stella n'est restée que quelques années dans cet emploi. 
La réponse des clients à sa voix apaisante, sa culture et sa patience a été extrêmement positive, de sorte que les hommes ont rapidement été remplacés par des femmes. En 1879, il s'agissait de Bessie Snow Balance, Emma Landon, Carrie Boldt et Minnie Schumann, les premières femmes opératrices du Michigan. 
Emma Nutt a ensuite été embauchée par Alexander Graham Bell qui est réputé avoir inventé le premier téléphone pratique. Elle était payée 10 $ par mois pour une semaine de 54 heures. Il semblerait qu'elle se souvenait de tous les numéros de l'annuaire téléphonique de la New England Telephone and Telegraph Company. 
Comme de nombreuses autres entreprises américaines du début du siècle, les compagnies de téléphone ont fait de la discrimination contre les personnes de certains groupes ethniques. Par exemple, les femmes afro-américaines et juives n'étaient pas autorisées à devenir opératrices.

## Hommages
« EMMA », un système de synthèse vocale créé par Preferred Voice et Philips Electronics est nommé en son honneur. Le 1er septembre est commémoré de manière non-officielle comme la Journée Emma M. Nutt. 

## Voir également
- Standard téléphonique
- Assistant-directeur
- Demoiselle du téléphone